# Club Deportivo Pamplona
El Club Deportivo Pamplona  es un club polideportivo de la ciudad española de Pamplona, en Navarra. Fue fundado en 1958. Cuenta con sección de fútbol base y un equipo en Liga Laurentina. También posee una sección de Béisbol, que disputa la División de Honor de la Liga Española de Béisbol

## Historia
El club fue fundado el 31 de octubre de 1958 con un equipo de fútbol juvenil. Posteriormente se llegaron a fomentar otras disciplinas como baloncesto, balonmano, atletismo, llegando a tener equipo de fútbol femenino y equipo de natación. Desde 1974 cuenta también con una sección de béisbol. Se empezó jugando en el Ruiz de Alda (actual Larrabide), se continuó en el antiguo Estadio Mola (junto a las murallas de la Ciudadela) y posteriormente en Echavacóiz, Jesuitas, Soto de Lezcairu. El club siempre careció de instalaciones propias y los diferentes equipos del club entrenaban y jugaban distribuidos por Úcar, Paternáin, Larrabide, Colegio Amigó, Colegio San Agustín, Padres Paules, Bidezarra de Noáin con el consiguiente pago por alquiler.

## Sección de fútbol
Su sección de fútbol juega en el grupo XV de Tercera División tras quedar campeón en la temporada 2008/2009 en el Grupo I de la Categoría Regional Preferente.

### Estadio
El C.D. Pamplona no contaba con instalaciones propias habiendo jugado durante años de prestado en Bidezarra de Noáin y otros campos de Pamplona.

En 2012 se inauguran sus propias instalaciones deportivas denominadas "Beitikuntzea" en la localidad de Lizasoáin en la Cendea de Olza.

### Palmarés
- Temporadas en Liga Laurentina: 9

### Todas las Temporadas
| Temporada      | División | Puesto | Copa del Rey |
| -------------- | -------- | ------ | ------------ |
| De 1958 a 2003 | Regional | —      |              |
| 2004/05        | Regional | 7º     |              |
| 2005/06        | Regional | 4º     |              |
| 2006/07        | Regional | 11º    |              |
| 2007/08        | Regional | 8º     |              |
| 2008/09        | Regional | 1º     |              |
| 2009/10        | 3ª       | 11º    |              |
| 2010/11        | 3ª       | 11º    |              |
| 2011/12        | 3ª       | 10º    |              |
| 2012/13        | 3ª       | 12º    |              |
| 2013/14        | 3ª       | 11º    |              |
| 2014/15        | 3ª       | 16     |              |
| 2015/16        | 3ª       | 12º    |              |
| 2016/17        | 3ª       | 15º    |              |
| 2017/18        | 3ª       | 6º     |              |
| 2018/19        | 3ª       | 17º    |              |
| 2019/20        | 3ª       | 4º     |              |

### Fútbol Base
El club tiene varios equipos en el fútbol base navarro destacando el juvenil que ha llegado a estar en División de Honor Juvenil. Además, desde la temporada 2014/15 cuenta con un equipo filial en la Primera Regional de Navarra.

### Títulos
El primer equipo en los últimos años ha sido campeón de la Copa en la categoría de Regional Preferente en dos ocasiones; 2006/07 y 2007/08.
También ha conseguido numerosos campeonatos en categorías de fútbol base.
Su última gran camada fue la de la generación del 85 con la Leyenda Xabier Alonso Basail a la cabeza, consiguiendo el título en categoría cadete en la temporada 99/00. Alonso marcó el gol de título.

### Premios y galardones
El club tiene en su haber numerosos premios entre los que destacan:
- Los diversos premios a la deportividad concedidos por la Federación Navarra de Fútbol.
- La Mención de Honor del Gobierno de Navarra (2008).[9]
- Varios "Premio a la Deportividad" otorgado por Desde La Banda - Fútbol Navarro.[10][11][12]

## Sección de béisbol
La sección de béisbol del CD Pamplona se creó en 1974 con la incorporación de los jugadores del colegio San Ignacio. En 1985 ascendió a División de Honor y en 1987 alcanzó el tercer puesto en la clasificación final, su mejor resultado hasta la fecha.